# 爱德华多·达托
爱德华多·达托-伊拉迪埃尔（西班牙語：Eduardo Dato e Iradier，1856年8月12日—1921年3月8日) ，西班牙保守党政治人物、律师。历任市议员、内政大臣、恩典与司法大臣、马德里市长、众议院议长、外交大臣、海军大臣等职位，先后三次担任首相。

## 早年生活
1856年8月12日出生于拉科鲁尼亚，他是家里的第二个儿子。出生后不久全家就搬到马德里生活。1875年毕业于马德里大学法学院民法与教会法专业。他的一生中健康状况一直不佳，长期住在山区疗养院。根据西班牙传记作家马克西米亚诺·加西亚·维内罗的说法，达托可能患有慢性肺结核。

## 政治生涯
大学毕业后达托前往欧洲其他国家旅行，这使他提供了广泛的文化和语言知识。由于他的演说技巧，他很快获得了律师的声望。他在马德里律师事务所的专业声誉以及他与弗朗西斯科·罗梅罗·罗夫莱多（时任内阁大臣）的关系为他开启了进入高层政治的大门。1884年加入卡斯蒂略的保守党，同年当选穆里亚斯德帕雷德斯市议员，一直连任到1914年。1914年当选阿拉瓦省维多利亚市议员，一直连任到1920年。
1898年美西战争战败后，达托加入弗朗西斯科·西尔维拉的再生主义内阁，担任外交大臣（1899年3月4日-1900年10月23日），在第二届西尔维拉内阁中担任恩典与司法大臣，着手制定西班牙第一部劳工法，并将地方行政基础法提交国会。
1907年1月-5月担任马德里市长。同年担任西班牙皇家法学院院长。此后在5月-1910年4月担任国会众议院议长。1913年在罗曼诺内斯伯爵的自由党内阁倒台后被任命为首相，兼任恩典与司法大臣（1914年9月-1915年1月）。这同时也引发了保守党的分裂，安东尼奥·毛拉-蒙塔内尔率领部分党员出走。

## 担任首相
达托在第一个任期内批准了《1912年法案》，宣布将在1914年建立加泰罗尼亚联邦。至于外交政策，第一次世界大战爆发后，达托于1914年7月30日颁布了西班牙中立的法案。但在一战的阴影下，西班牙国内经济困顿，物价上涨，社会酝酿着严重的危机。1917年4月，罗曼诺内斯伯爵的第二届内阁因工人运动而倒台。达托临危受命，第二次组阁。在担任部首相的第二天，他使国防委员会合法化，随后便引发了1917年危机。6月，达托下令暂时中止施行宪法。7月，反对派在巴塞罗那召开临时议员大会。在国内工会组织和临时议员大会的支持下，8月，西班牙开始了全国总罢工。达托动用军队进行镇压。但到了10月，抗议活动仍然非常活跃，达托政府威信扫地。10月25日，国防委员会向政府发出了最后通牒，最终导致政府危机。为了摆脱危机，国王任命自由派曼努埃尔·加西亚·普列托取代了达托，他领导了一个加泰罗尼亚人胡安·文托萨也参与的全国集中政府。
1918年3月，西班牙再次爆发政治危机。国王阿方索十三世在皇宫会见了主要的政治领导人——包括爱德华多·达托，并告诉他们，如果不能达成协议，他将放弃王位并离开西班牙。最终，保守党的安东尼奥·毛拉-蒙塔内尔组建集中政府，其中包括自由派、保守派和地方自治联盟的成员。达托在集中政府中担任外交大臣（1918年3月-11月）。

## 遭遇刺杀
1920年5月，达托第三次组阁，并兼任海军大臣。他的内阁中新设立了劳工部。在第三次担任首相期间，巴塞罗那的工人运动愈演愈烈。他起初试图以妥协的方式解决问题，但巴塞罗那的局势愈发动荡混乱。1921年3月8日，在乘车回家的路上，达托遭遇无政府主义者刺杀身亡，终年64岁。他的葬礼在3天后进行，国王阿方索十三世亲自主持，许多民众到场为达托送行。

## 意识形态
达托坚持社会改良主义立场。作为一名律师，从1913年起，达托成为海牙法院的西班牙代表，兼任副院长。他还是《立法与法学综合杂志》的主任。他一生坚决拥护波旁王朝的统治和法律的至高地位。作为社会改革的发起者，他关注女性和童工。他是西班牙劳工部的创始人，负责制定了工伤事故法等许多劳工法律。

## 家庭
他的妻子是玛丽亚·德尔·卡门·巴伦切亚·蒙特吉，在达托遇刺后被封为第一代达托公爵夫人。他们育有三个女儿。

## 荣誉
- 卡洛斯三世勋章
- 梵蒂冈圣大额我略教宗骑士团勋章
- 西班牙皇家道德与政治科学院院士（1905）
- 西班牙皇家法学院院士（1906）
- 国际法研究院院士